# Amerobelbidae
Amerobelbidae é uma família de ácaros pertencentes à ordem Sarcoptiformes.
Géneros:
- Amerobelba Berlese, 1908
- Berndamerus Mahunka, 1977
- Hellenamerus Mahunka, 1974
- Mongaillardia Grandjean, 1961
- Rastellobata Grandjean, 1961
- Roynortonia Ermilov, 2011